# Karl-Henning Seemann

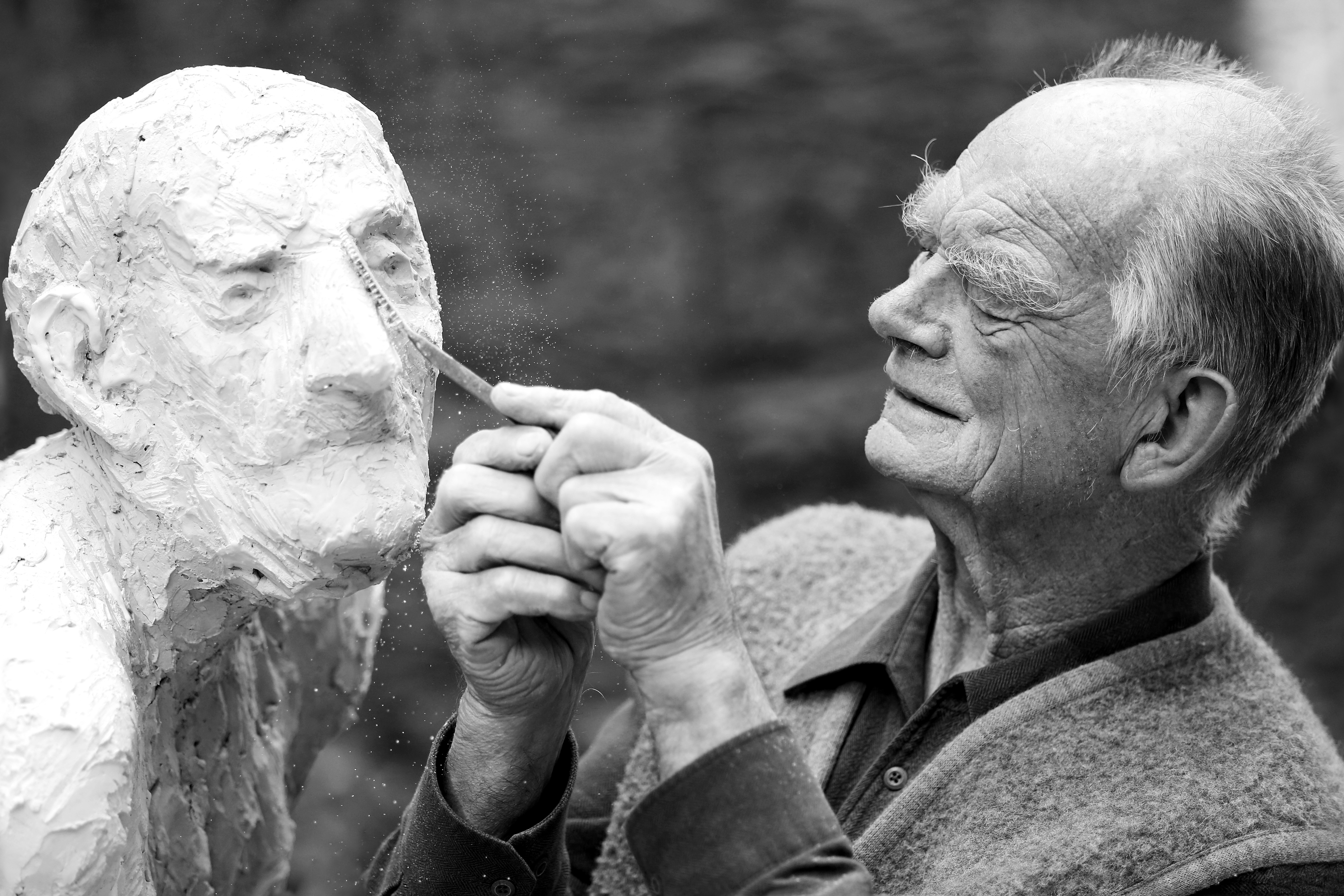
Karl-Henning Seemann bei der Arbeit in seinem Atelier (2016)

Karl-Henning Seemann (* 13. März 1934 in Wismar; † 14. Januar 2023 in Löchgau) war ein deutscher Bildhauer und Zeichner, der insbesondere durch seine Skulpturen und Brunnen im öffentlichen Raum bekannt wurde.

## Leben

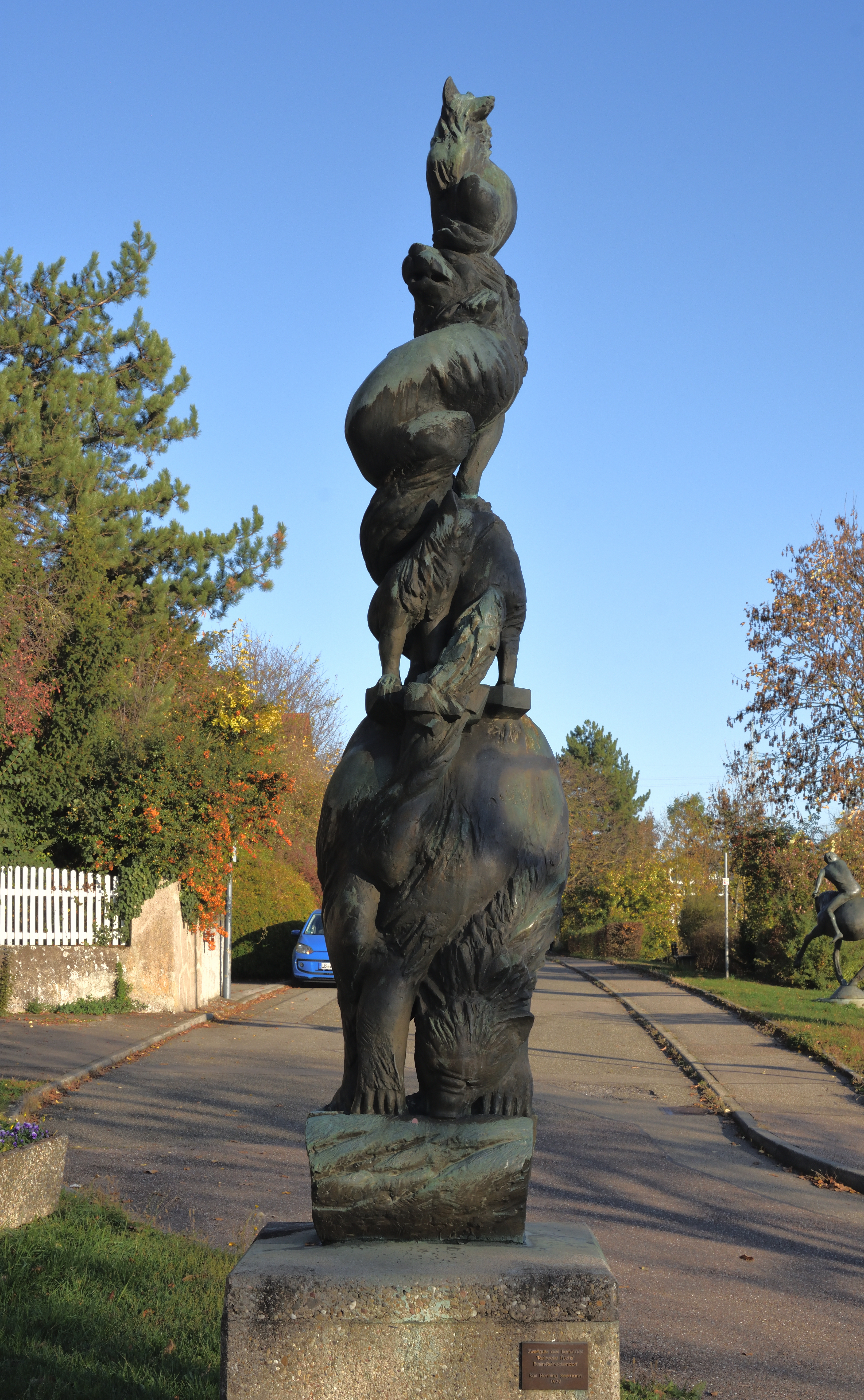
Tierturm Reineke Fuchs in Seemanns Wohnort Löchgau

Von 1953 bis 1955 absolvierte Seemann ein Bildhauerstudium an der Hochschule für Bildende und Angewandte Künste Berlin-Weißensee bei Heinrich Drake, Heinz Worner, Theo Balden und Arno Mohr. 1955 bis 1959 setzte er das Studium an der Hochschule für Bildende Künste Berlin-Charlottenburg bei Alexander Gonda, Bernhard Heiliger und Hans Jaenisch fort. 1958 wurde er in die Studienstiftung des deutschen Volkes aufgenommen. 1959 bis 1960 absolvierte er ein Kunsterzieherexamen an der Staatlichen Akademie der Bildenden Künste Stuttgart bei Christoff Schellenberger, Gerhard Gollwitzer und Rudolf Daudert und war anschließend bis 1961 als Kunsterzieher am Johann-Sebastian-Bach-Gymnasium in Mannheim tätig. Von 1961 bis 1965 war Seemann Assistent am Lehrstuhl für Elementares Formen der TH Braunschweig bei Jürgen Weber.
Seemanns künstlerisches Werk wurde erstmals 1966 mit dem Rudolf-Wilke-Preis der Stadt Braunschweig gewürdigt.
1972 wurde er an die Fachhochschule Aachen berufen und von 1974 bis 1999 war er Professor an der Staatlichen Akademie der Bildenden Künste Stuttgart.
Seemann lebte und arbeitete seit 1975 in Löchgau. Von Juli bis September 2006 waren zahlreiche Werke Seemanns in einer Werkschau im öffentlichen Raum in Möckmühl zu sehen. Auch die 5. Skulpturen.SCHAU! von Mai bis September 2012 war den Werken Karl-Henning Seemanns gewidmet.
Seemann war u. a. Mitglied im Bund freischaffender Bildhauer*innen Baden-Württemberg.
Seiner Heimatstadt Wismar blieb er verbunden. So stiftete er unter anderem das neue Portal beim Wiederaufbau der St.-Georgen-Kirche im Oktober 2007 ein Bronzeportal.

## Werke
- In Aachen befindet sich der Brunnen Kreislauf des Geldes (1976) an der Ecke Hartmannstraße/Ursulinerstraße. Die sechs Bronzefiguren am Brunnenrand zeigen den Umgang mit Geld, die Kreiselbewegung des Wassers steht für den beständigen Fluss des Geldes. Im gleichen Jahr wurde der Brander Stier auf dem dortigen Marktplatz aufgestellt.
- In Bietigheim-Bissingen sind die Schwätzweiber (1976/1977) Teil der Skulpturenausstellung Skulptour Bietigheim-Bissingen in der historischen Innenstadt.
- In Bochum zeigt die Entfaltung der Stadt Schlaglichter der Geschichte Bochums.
- In Brackenheim wurde am 31. Januar 2009 eine Plastik zu Ehren des Theodor Heuss von Horst Köhler enthüllt.
- In Braunschweig, Düsseldorf,[4] Stuttgart, Tübingen und Viersen-Süchteln gibt es eine zweiteilige Bronzeskulptur, die an eine Auseinandersetzung (1975–1976) zwischen einem Gôg und einem Professor in einem Gôgen-Witz erinnert.
- In der Düsseldorfer Altstadt steht seit 1979 die im Jahr 1978 erworbene Bronzeplastik Schuhanzieherin.[5]
- In Duderstadt schuf Seemann 1994 im Rahmen der Landesausstellung Natur im Städtebau den Wiedervereinigungsbrunnen, ein Symbol für die innerdeutsche Mauer und deren Fall. 1996 wurde der Grenzpfahlbrunnen als Symbol für die deutsche Teilung und den kalten Krieg aufgestellt.
- In Gießen wurden 1983 seine Drei Schwätzer enthüllt.
- In Goslar zwei Bronzeskulpturen vor dem Jobcenter Hoffnung und Resignation, 1986[6]
- In Hamburg Zwei Besucher am Brahms-Kontor[7]
- In Heilbronn stand die Skulptur Sich umdrehendes Mädchen ab 1978 lange Zeit vor dem Eingang zum städtischen Museum in der Eichgasse, sie wurde inzwischen vor die Villa Faißt versetzt. Der Faßträger-Brunnen von 1982 befand sich bis um 2000 in der Fußgängerzone und erinnerte an die Weinbauern, die bis zur Zerstörung Heilbronns 1944 auch zahlreich in der Innenstadt angesiedelt waren. Der aus Bronze gegossene[8] Brunnen wurde 2006 an den Wein-Panorama-Weg unterhalb des Wartbergturms versetzt,[9] wo er 2018 mutmaßlich von Metalldieben knapp über dem Boden abgesägt oder -gebrochen und gestohlen wurde.[8] Im Heilbronner Ortsteil Kirchhausen ist der Nepomukbrunnen als neuer Dorfbrunnen 1994/1995 entstanden und erinnert an die Verbundenheit des Ortes zum heiligen Johann von Nepomuk, dem zu Ehren bereits 1758 dort eine Nepomukstatue errichtet wurde.
- In Hilden stürmt an der Ecke Mittelstraße/Schulstraße die „Eilige Einkäuferin“ in die Einkaufsstraße. Voller Hast, dargestellt durch vier eilende Beine, schwingt sie seit 1992 ihre Taschen, um sie in der Fußgängerzone mit Konsumgütern zu füllen. Am Ende der Einkaufsstraße vor der St.-Jacobus-Kirche erinnert Seemanns „Pandora“ (1996/1997) daran, dass sie jetzt mit dem Konsumrausch aufhören sollte. Aus dem Horn, das Pandora in ihrer Hand hält, ergießt sich ein unüberschaubarer Geldstrom.
- In Karlsruhe schuf Seemann 1985 den Lamm- oder Jungbrunnen an der Ecke Lamm- und Kaiserstr.
- In Kempen am Niederrhein sind die „Kappesbauern“ (2000) in der historischen Altstadt zu bewundern.[10]
- In Kiel wurde 2005 eine Plastik zu Ehren des Stadtgründers Adolf IV. von Schauenburg und Holstein im Klostergarten aufgestellt. Sie symbolisiert die Wandlung vom Ritter zum Mönch.
- Im Wohnort des Künstlers, in Löchgau, befinden sich mehrere von ihm geschaffene Brunnen und Skulpturen: eine Kreuzigungsgruppe mit Maria und Petrus vor dem Westgiebel der Peterskirche (Zweitguss, Original auf dem Tabernakel der Kirche St. Peter in Aachen), der Rathausbrunnen sowie die Skulptur Der Weinskandal auf dem Rathausplatz, der Lörracher Reiter und die Skulptur Reinecke Fuchs am Ortsausgang nach Besigheim sowie die Treppenplastik im Bürgergarten (Zweitguss, Original vor dem Landratsamt in Schwäbisch Hall) und der Hasenropferbrunnen.
- In Lauffen am Neckar befindet sich die Skulptur Frau mit Tasche von 1981.
- In Braunschweig-Melverode schuf Seemann das Kruzifix und das Eingangsportal, das das Leben Dietrich Bonhoeffers darstellt, für die von 1963 bis 1066 erbaute und am 1. Advent 1966 geweihte Dietrich-Bonhoeffer-Gedächtnis-Kirche.[11]
- In Niederkassel befindet sich die Figurengruppe „Kopernikusgruppe mit Martin Luther“, die um 1978–1980 entstand.
- In Nordheim thematisiert der Glockenstupferbrunnen von 2001 eine Episode aus dem polnischen Erbfolgekrieg im 18. Jahrhundert, als die Nordheimer ihre Glocke im Neckar versenkten und nach Ende des Krieges (erfolglos) danach gestochert („gestupft“) haben.
- In Schwäbisch Hall am Landratsamt sind Seemanns Mann mit Bierflasche zu sehen sowie eine unbetitelte Figurengruppe, die störrische Tiere (Gaul und Geiß) an Stricken einen Berg hinaufzuziehen versucht (beide Plastiken von 1981).
- In Troisdorf befindet sich die Statue Dicker Mann in der Innenstadt.
- Auf dem Marktplatz von Waiblingen steht die Bronzegruppe Die Taubenhäusler, die den zeitlosen Konflikt zwischen den Privilegierten und den Benachteiligten einer Gesellschaft visualisiert.
- Eine weitere Figurengruppe befindet sich vor dem Palais Thermal in Bad Wildbad.
- In seiner Heimatstadt Wismar gibt es zwei Werke des Künstlers: Das Portal der neuerbauten Georgenkirche wurde von Seemann gespendet. In der neu gestalteten Freifläche vor der Marienkirche steht die Tauziehergruppe.

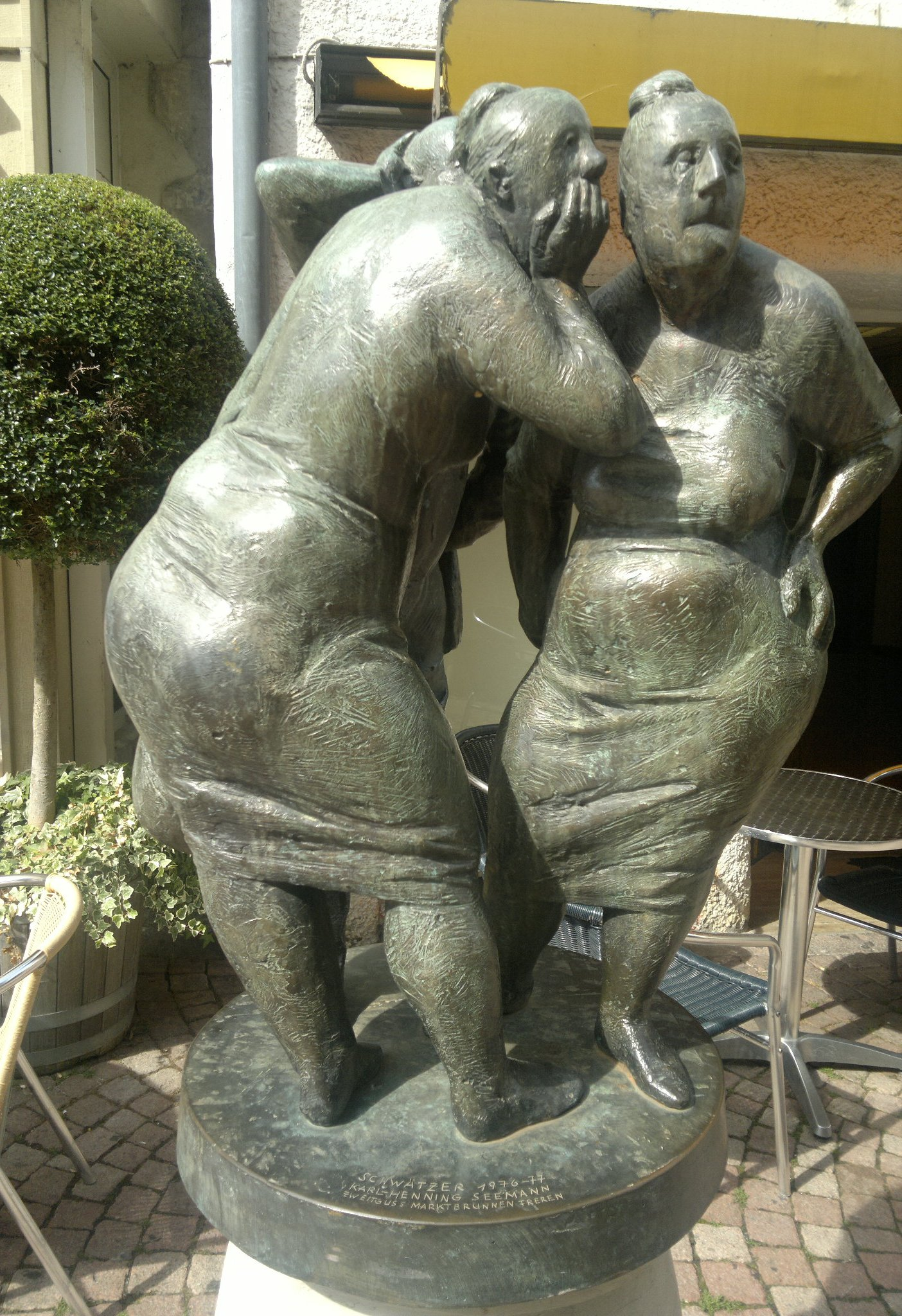
Schwätzweiber, Skulptour Bietigheim-Bissingen
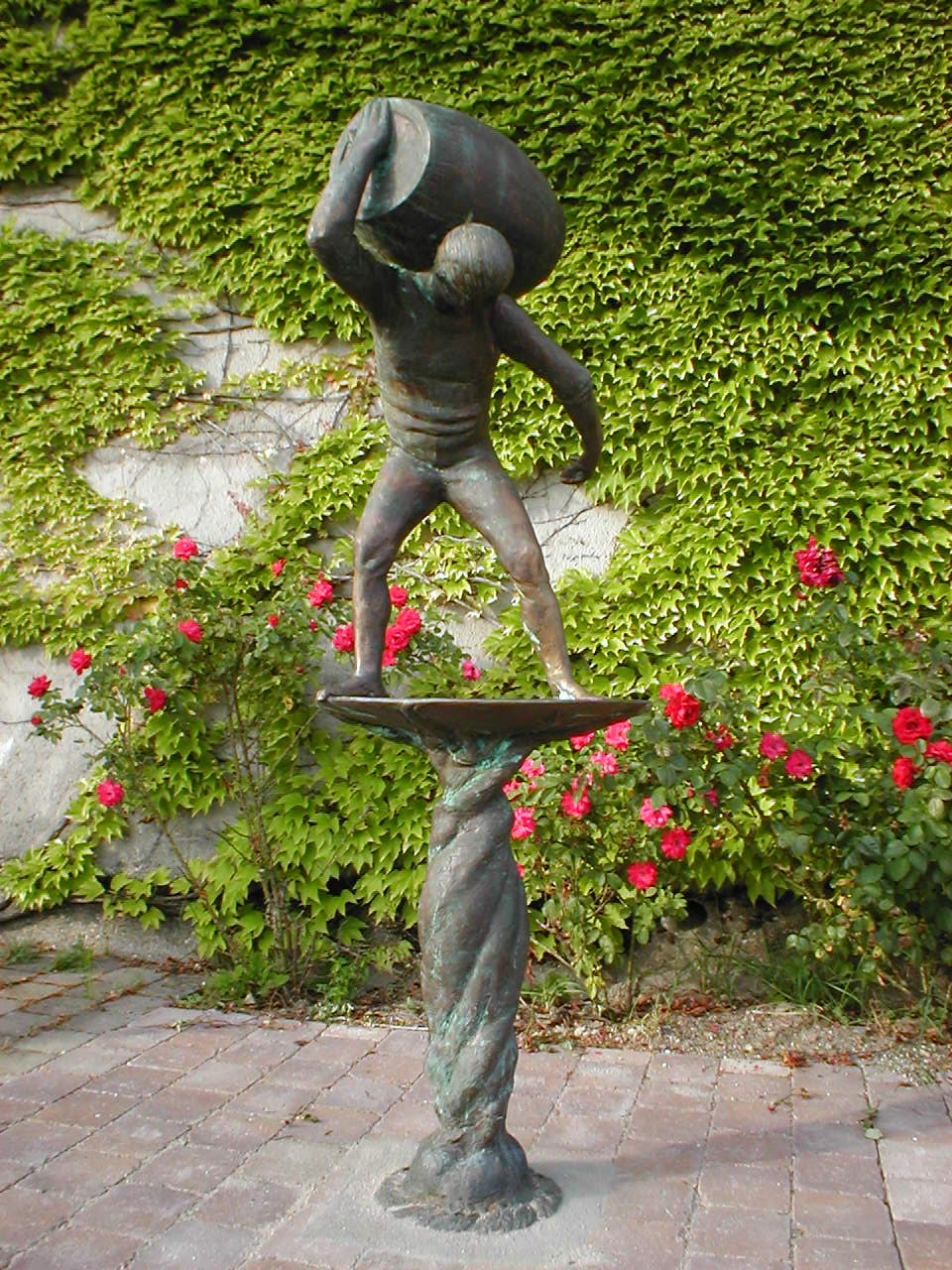
Fassträger Heilbronn
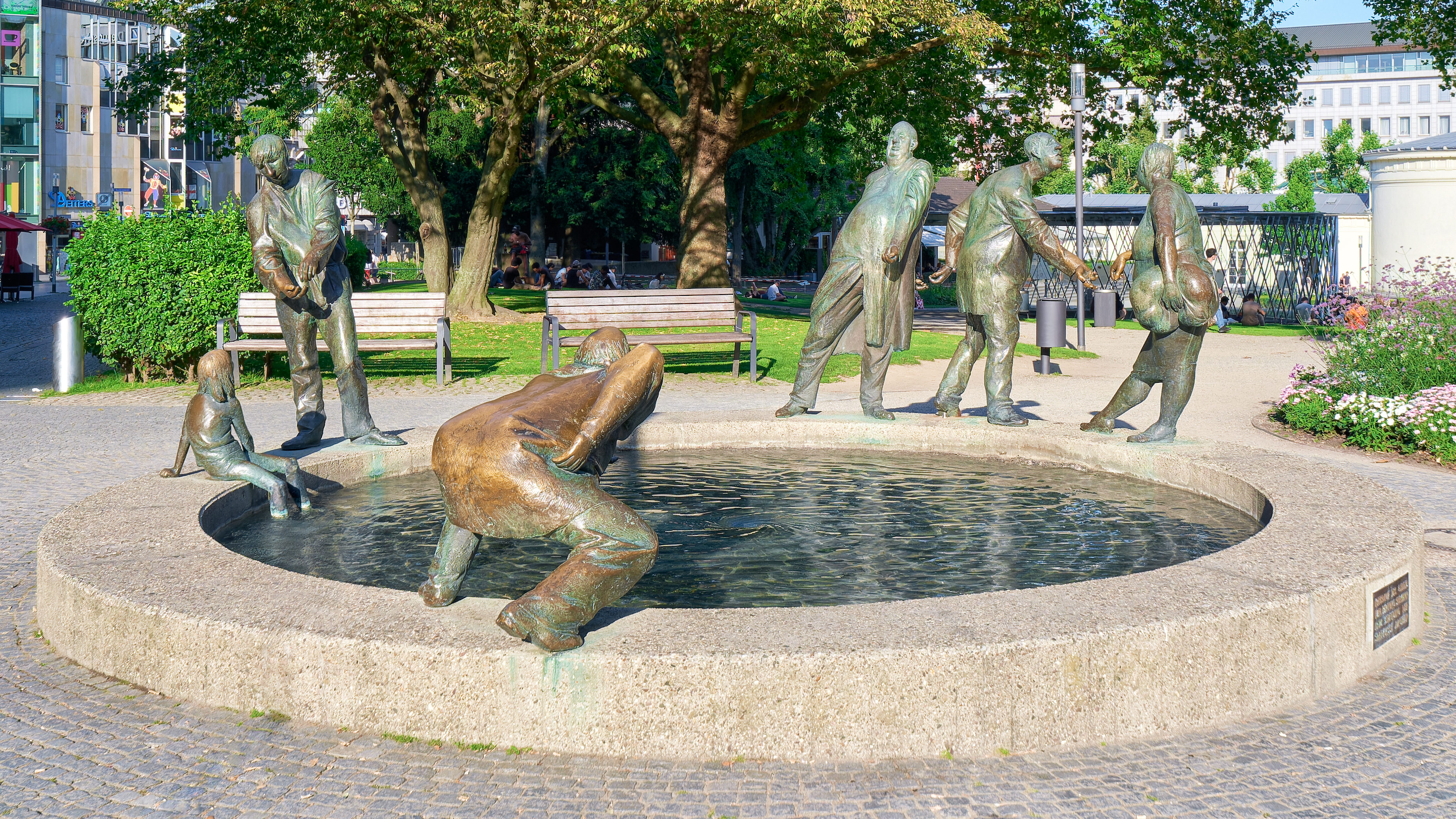
Kreislauf des Geldes 1976 Brunnen in Aachen
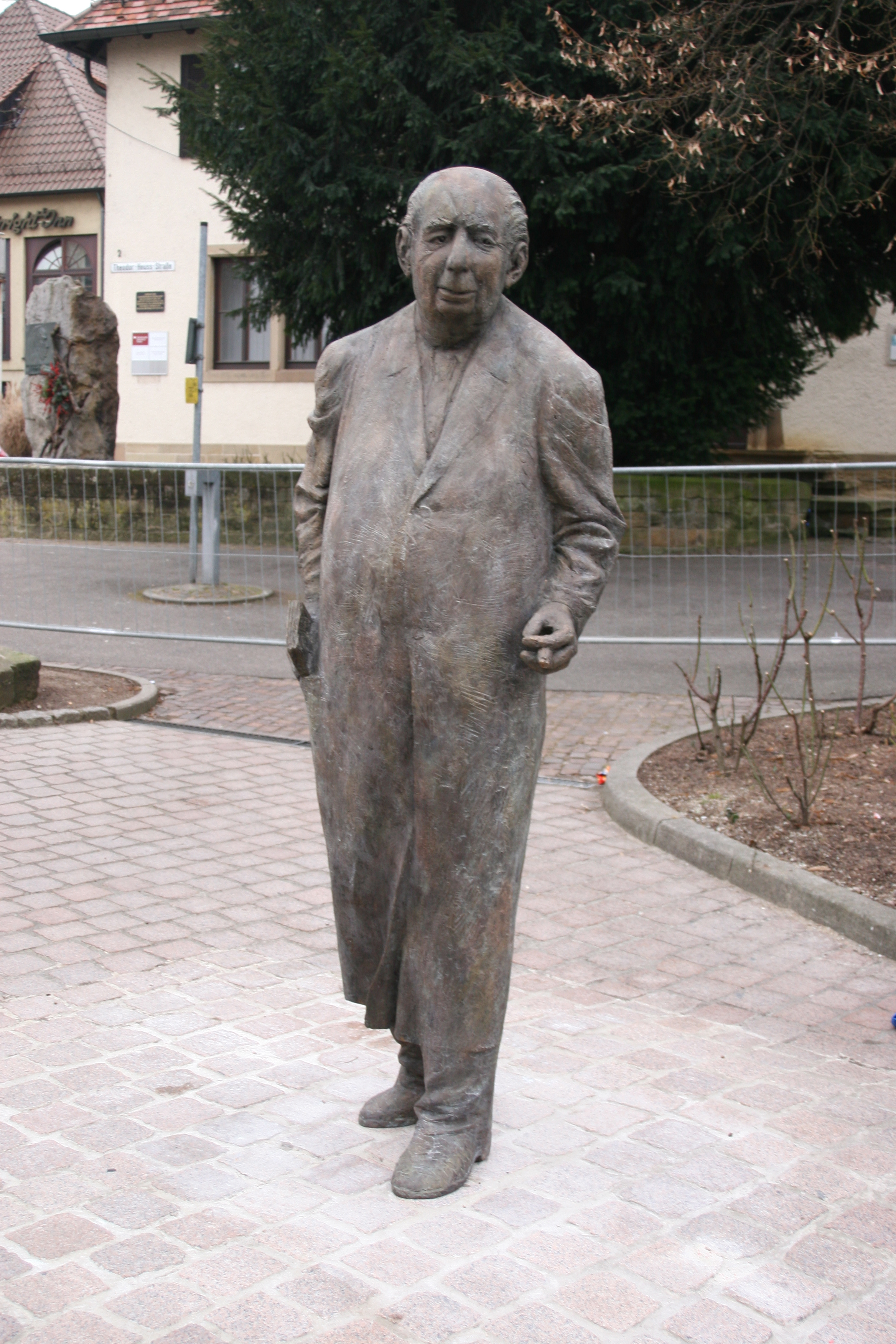
„Heuss-Plastik“ aus Bronze vor dem Theodor-Heuss-Museum Brackenheim
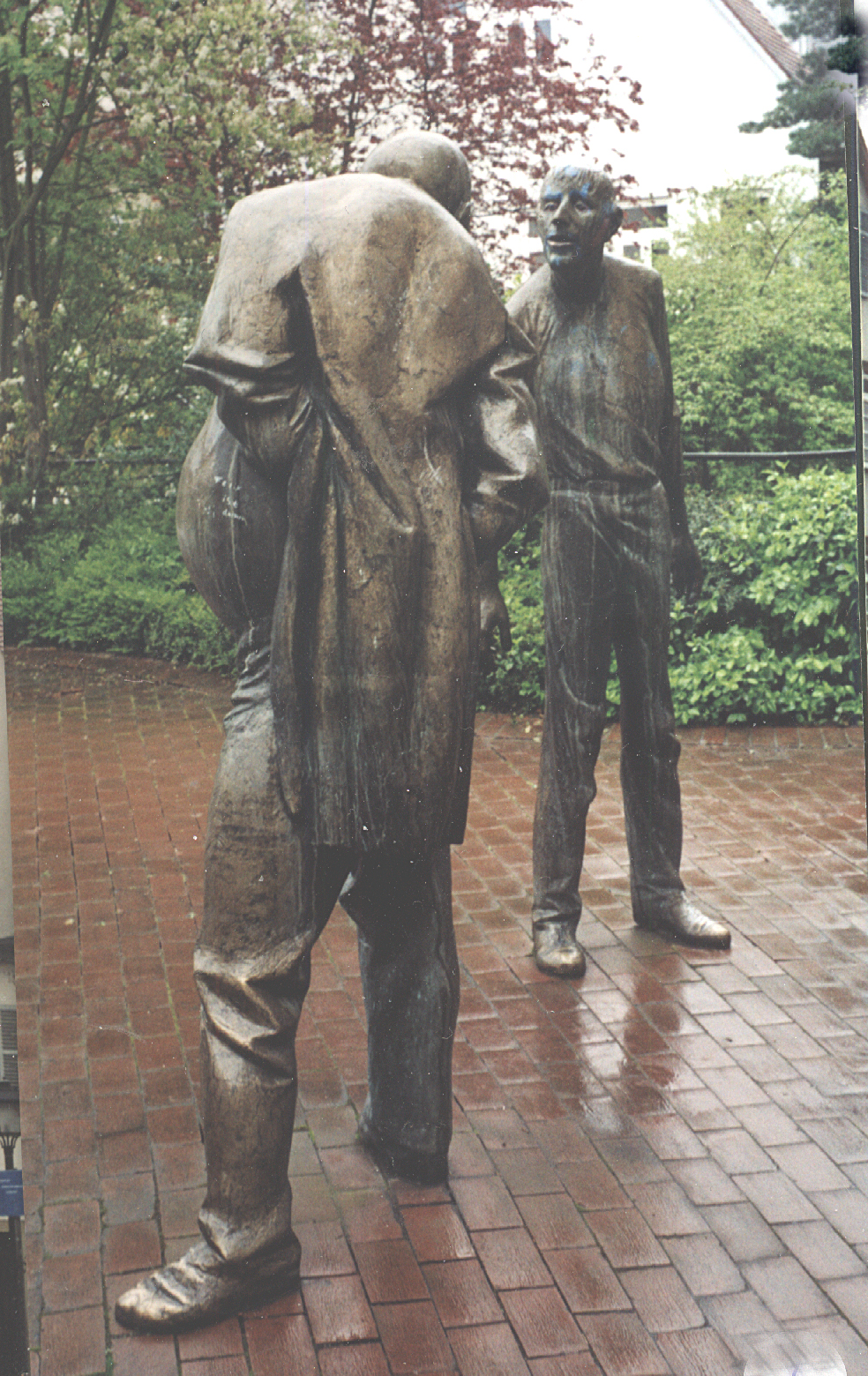
Auseinandersetzung 1979 im Lammhof Tübingen
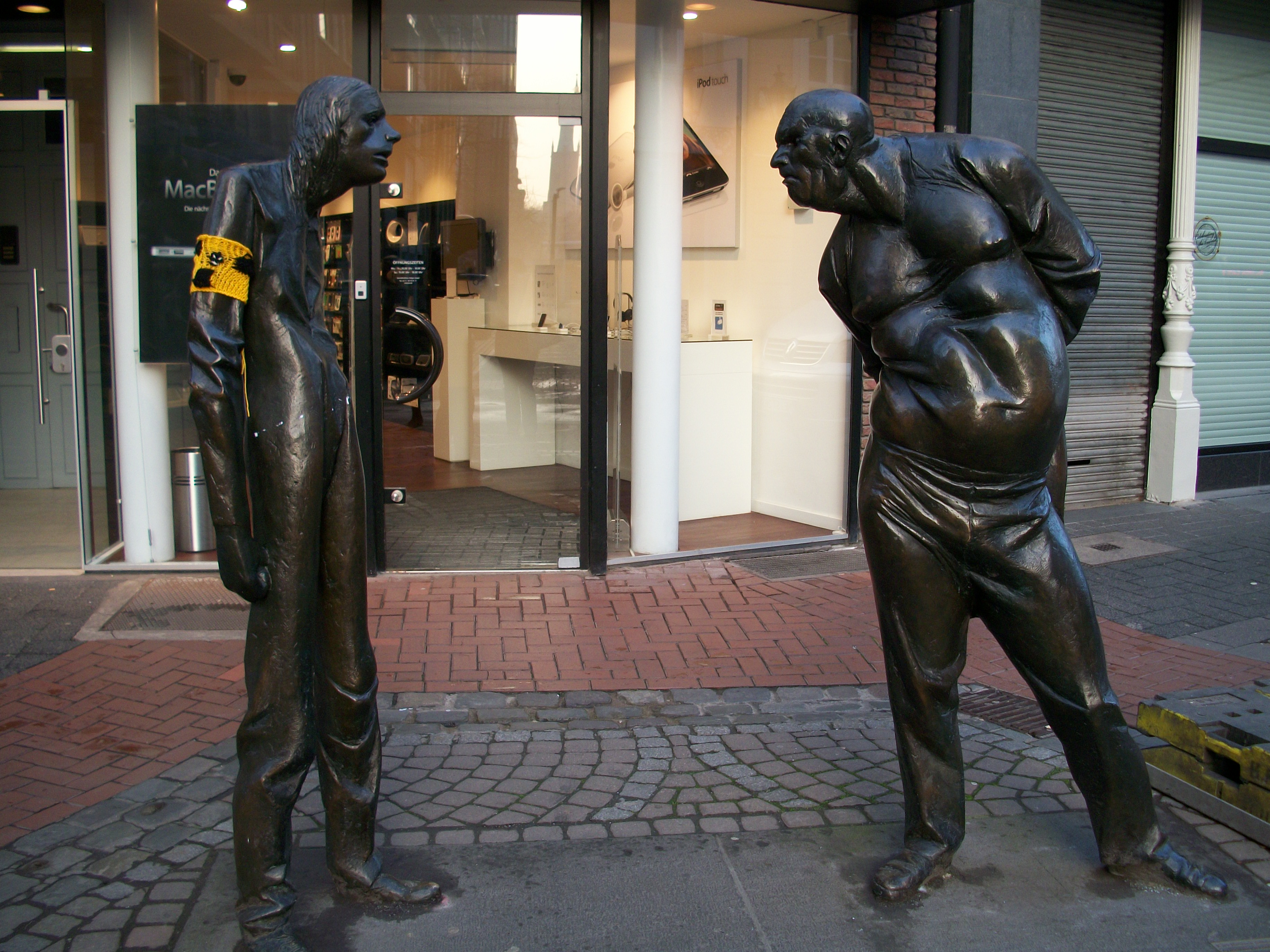
Auseinandersetzung Düsseldorf
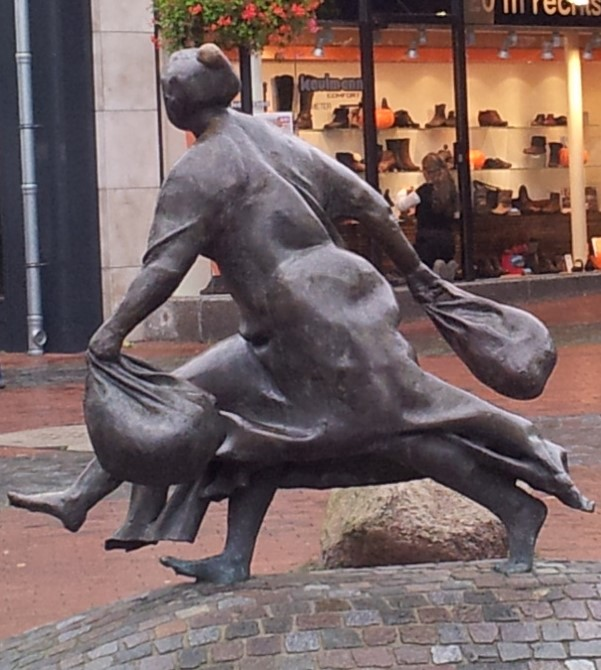
Eilige Einkäuferin, 1992 Hilden
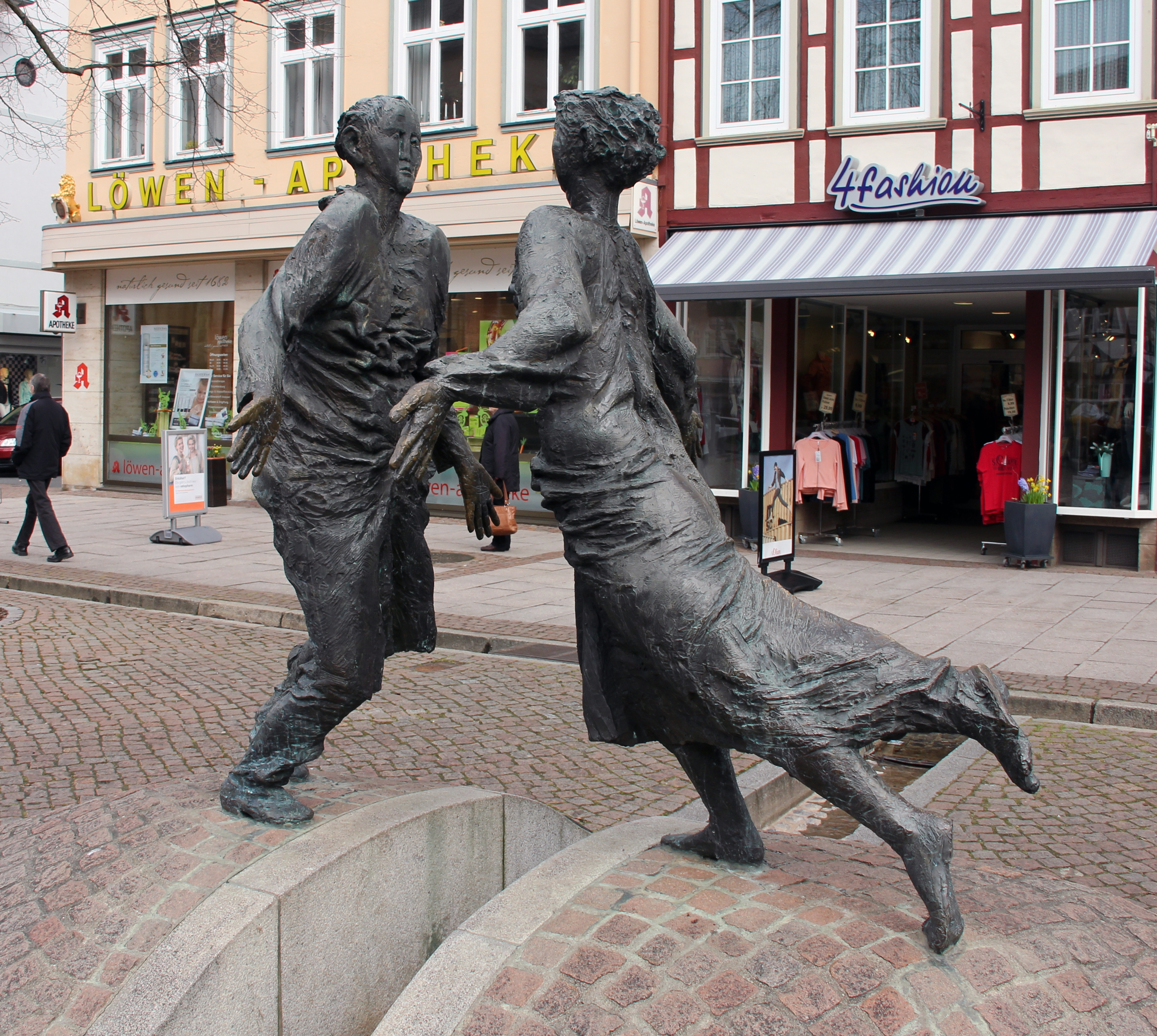
„Wiedervereinigungsbrunnen“, 1996 Duderstadt
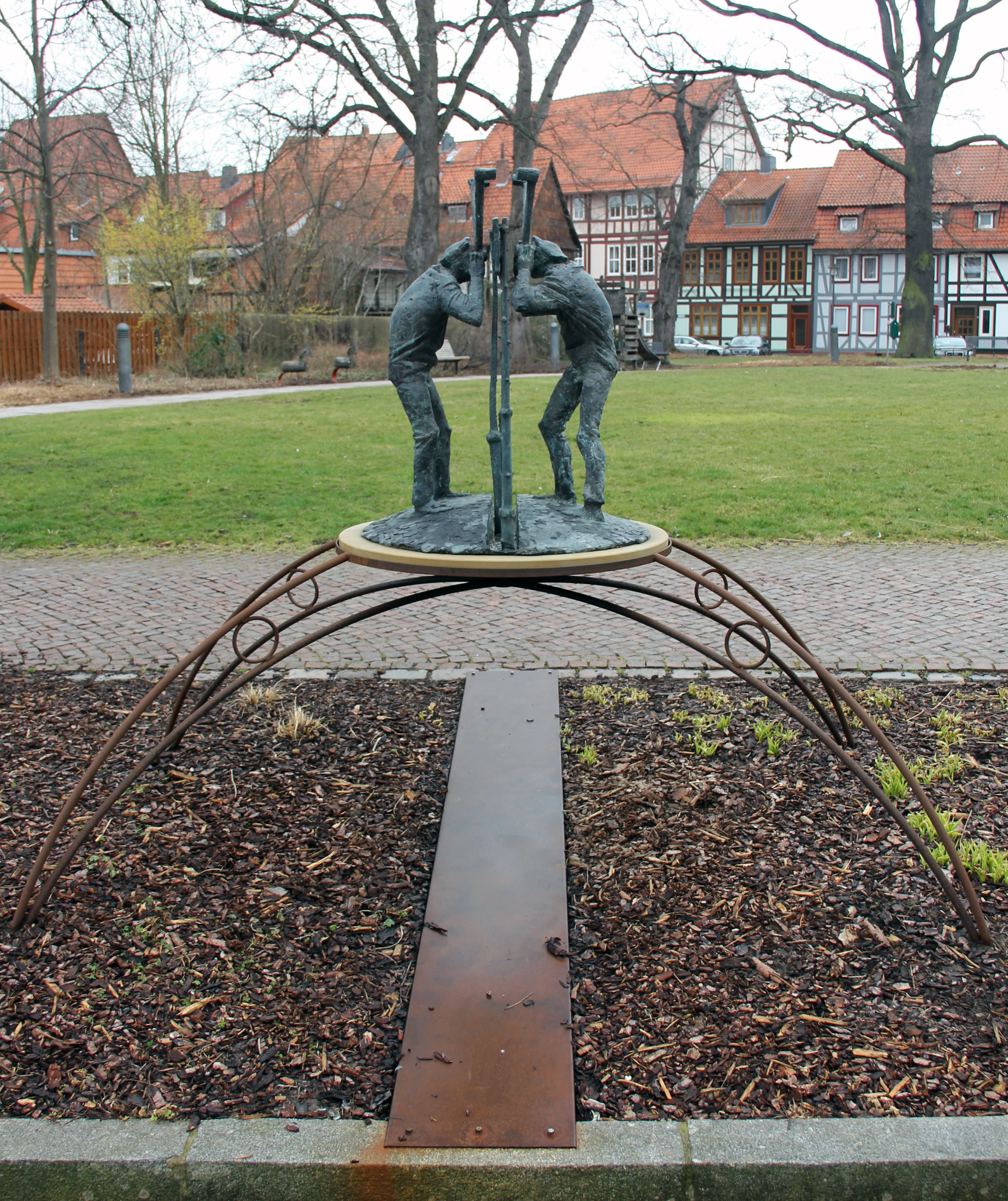
Grenzschützer, 2017 Duderstadt
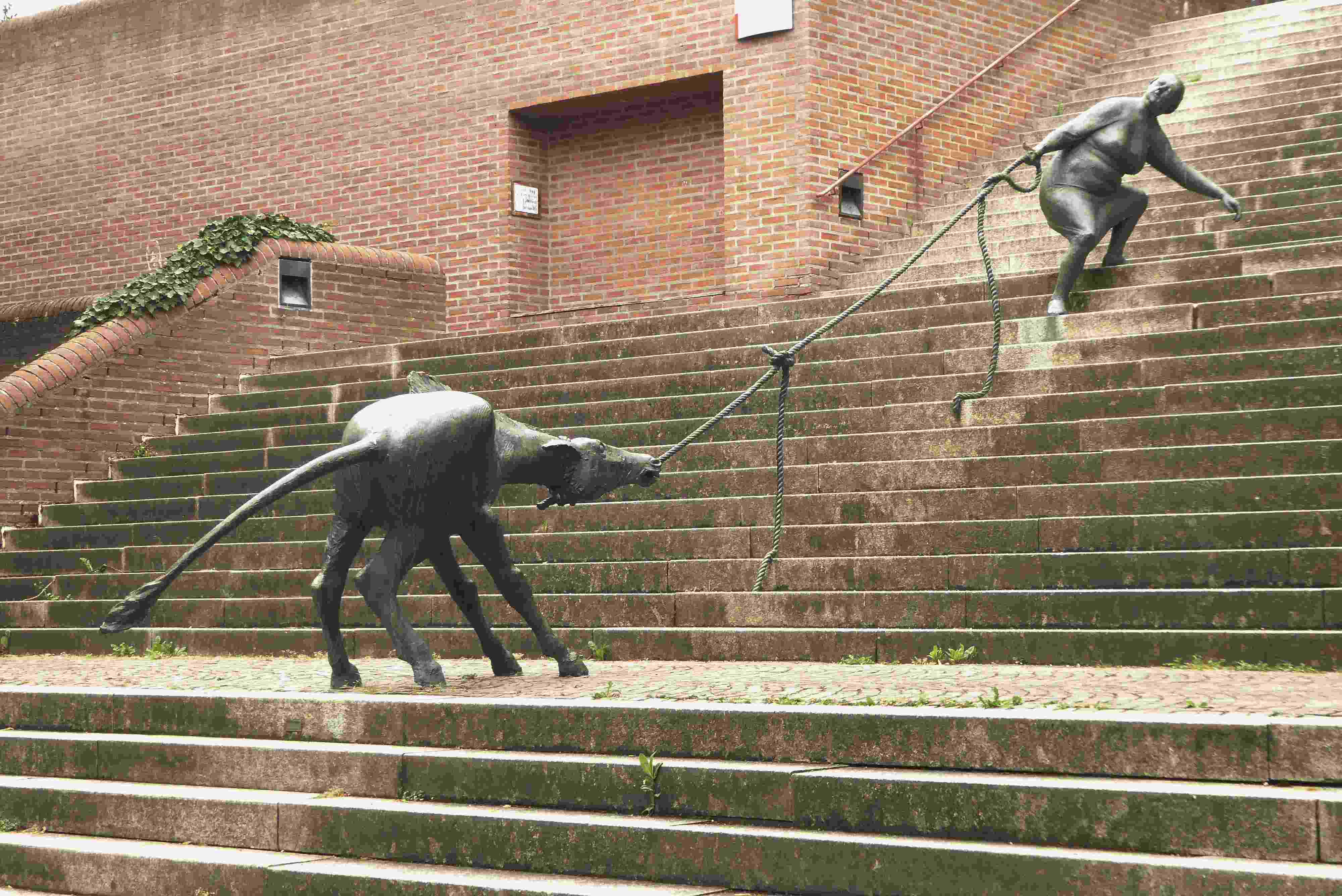
Figurengruppe (Ausschnitt) Schwäbisch Hall
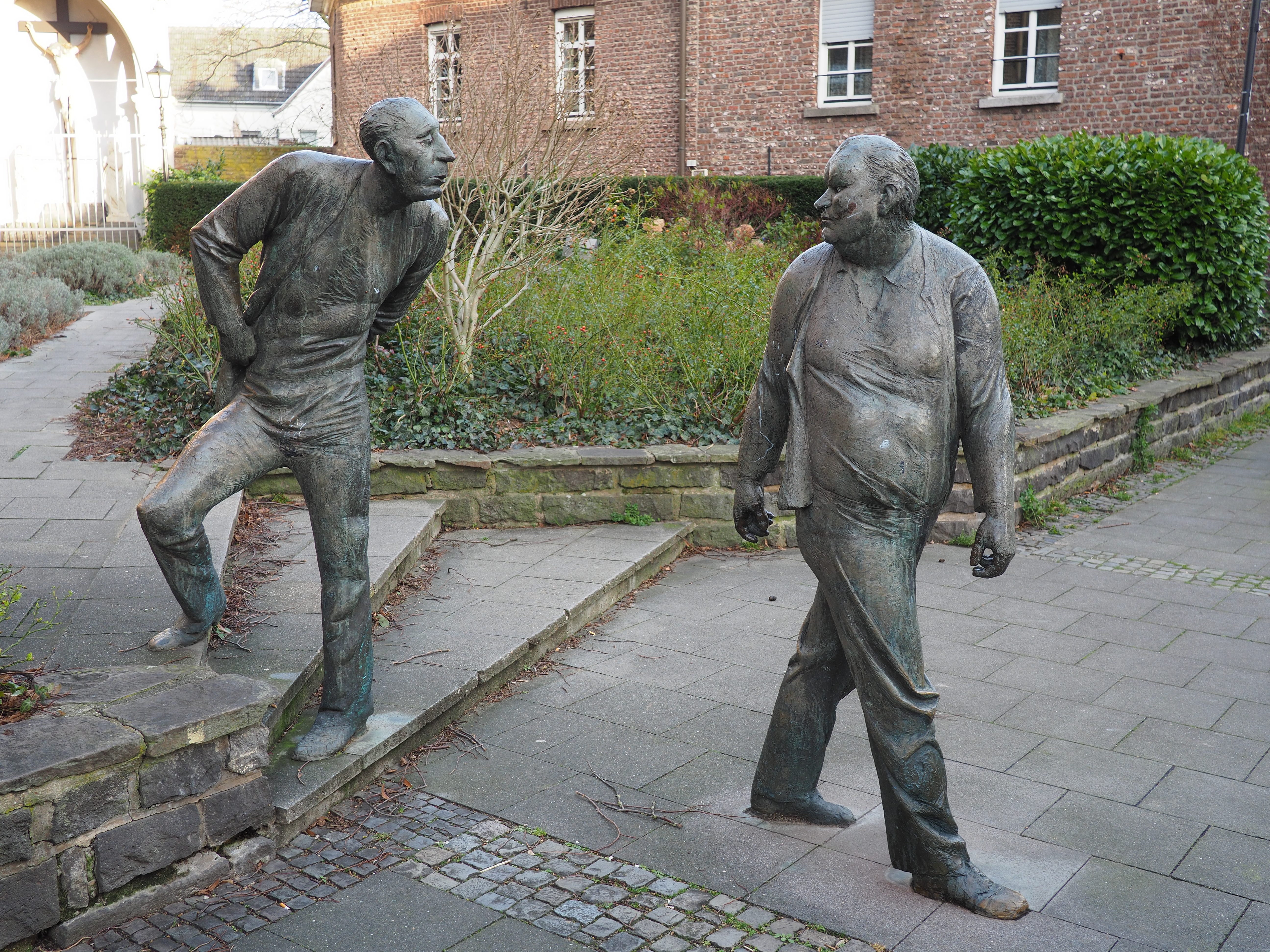
Bürger im Gespräch, 1980 Viersen-Süchteln
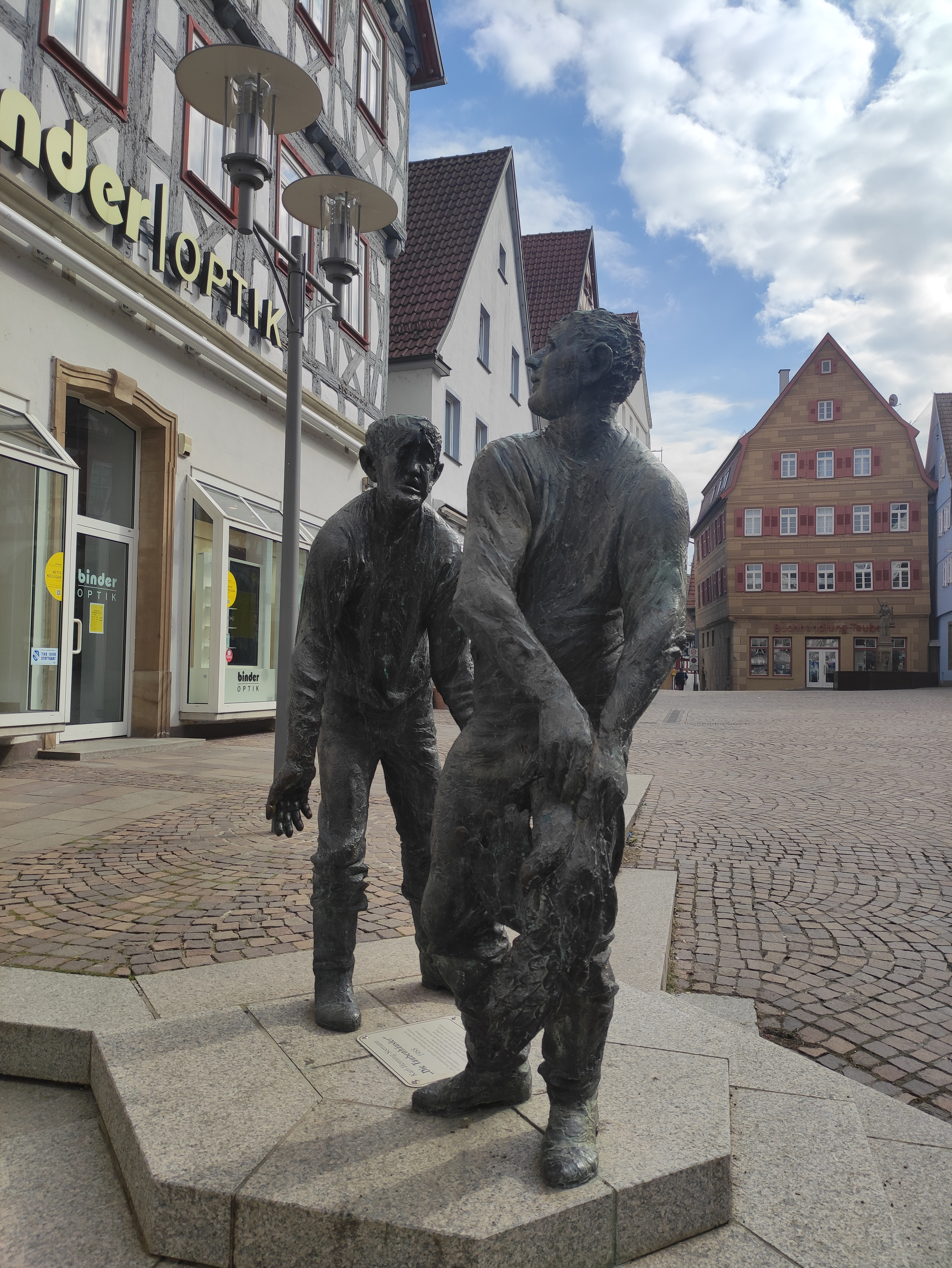
Die Taubenhäusler Waiblingen
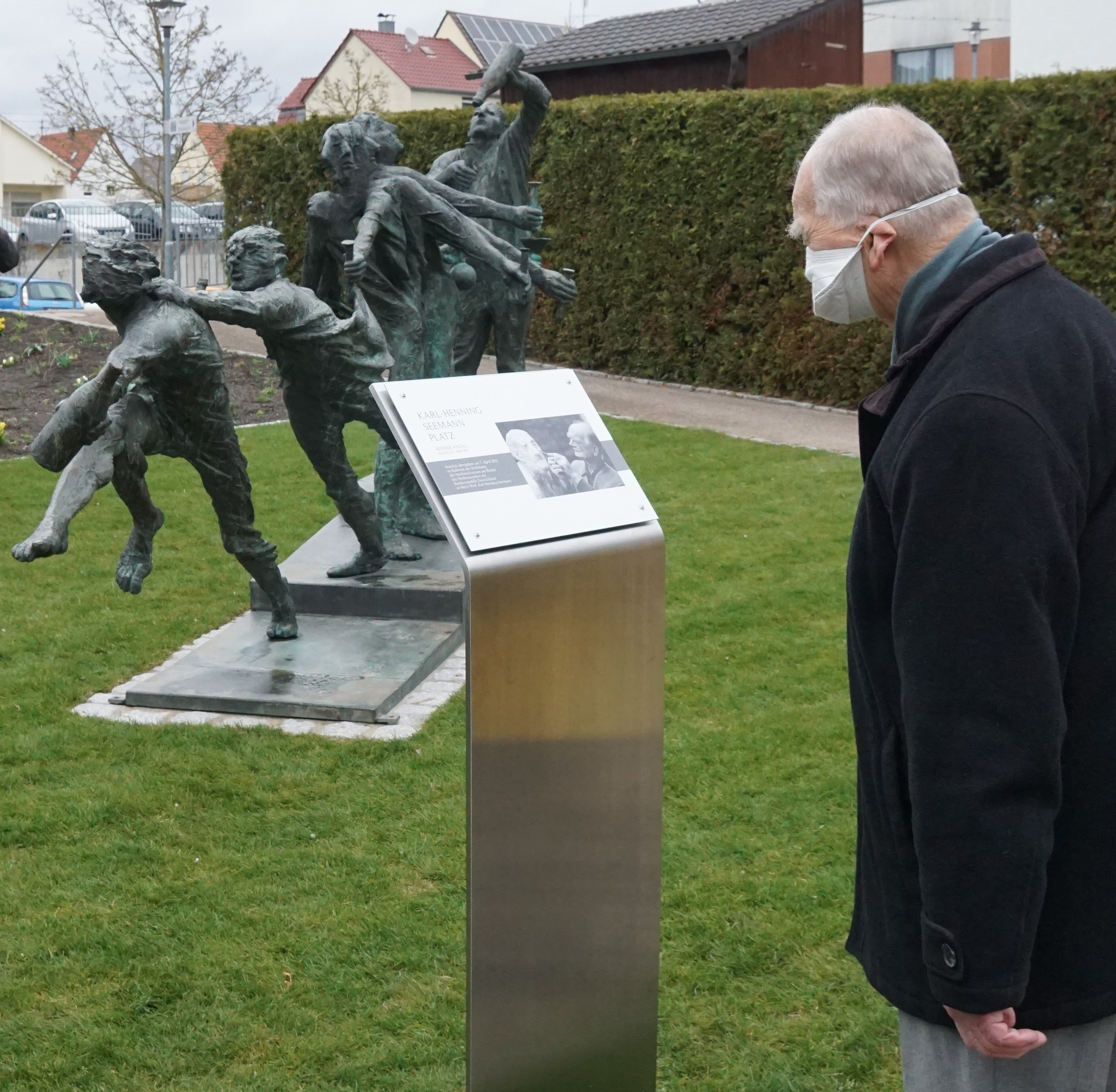
Zweitguss „Weinskandal“, Karl-Henning-Seemann-Platz in Löchgau, 7. April 2021 (Coronapandemie)
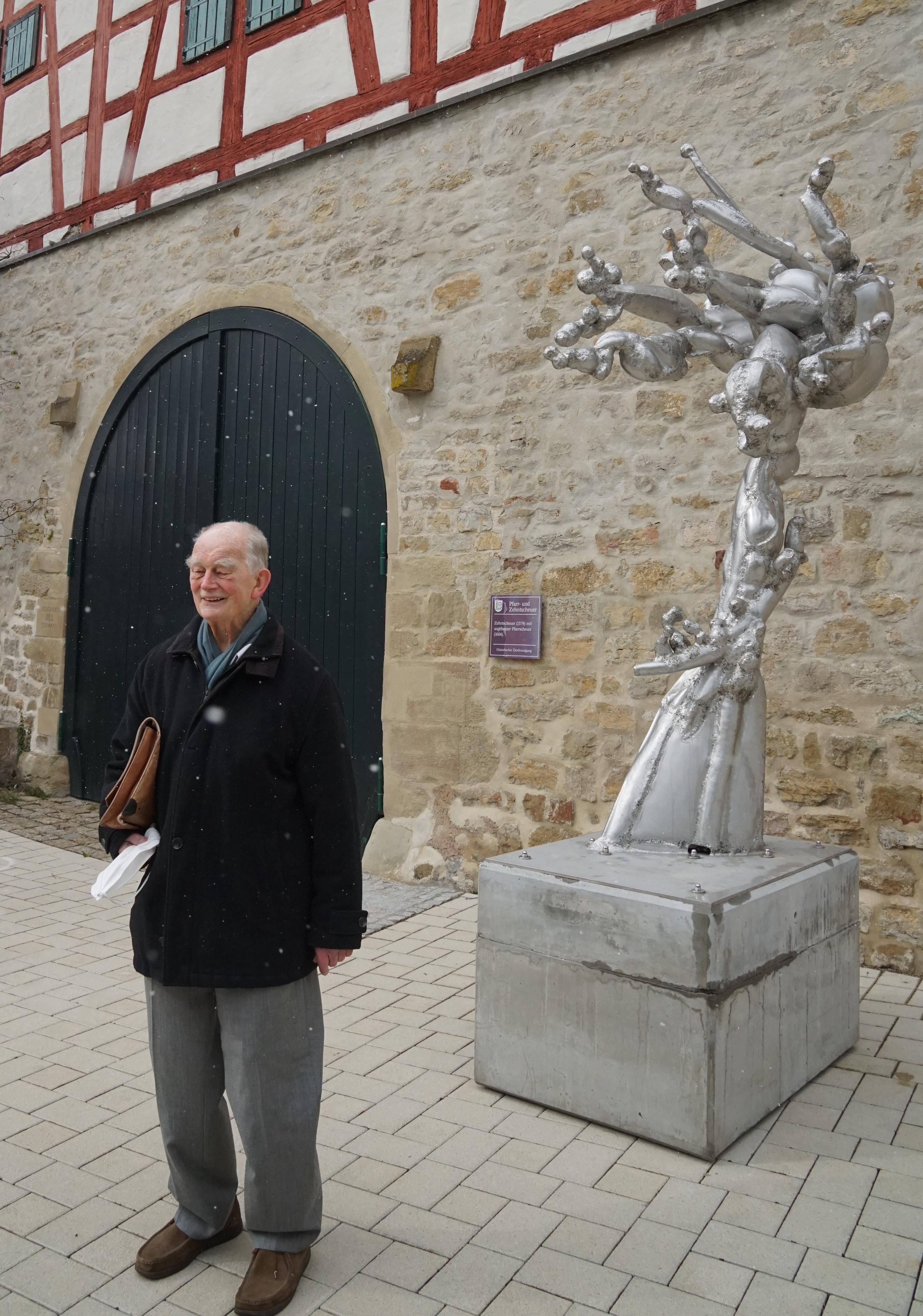
Seemann mit abstrakter Plastik zu monotheistischen Religionen, aus Edelstahl getrieben, Zehntscheuer Löchgau.
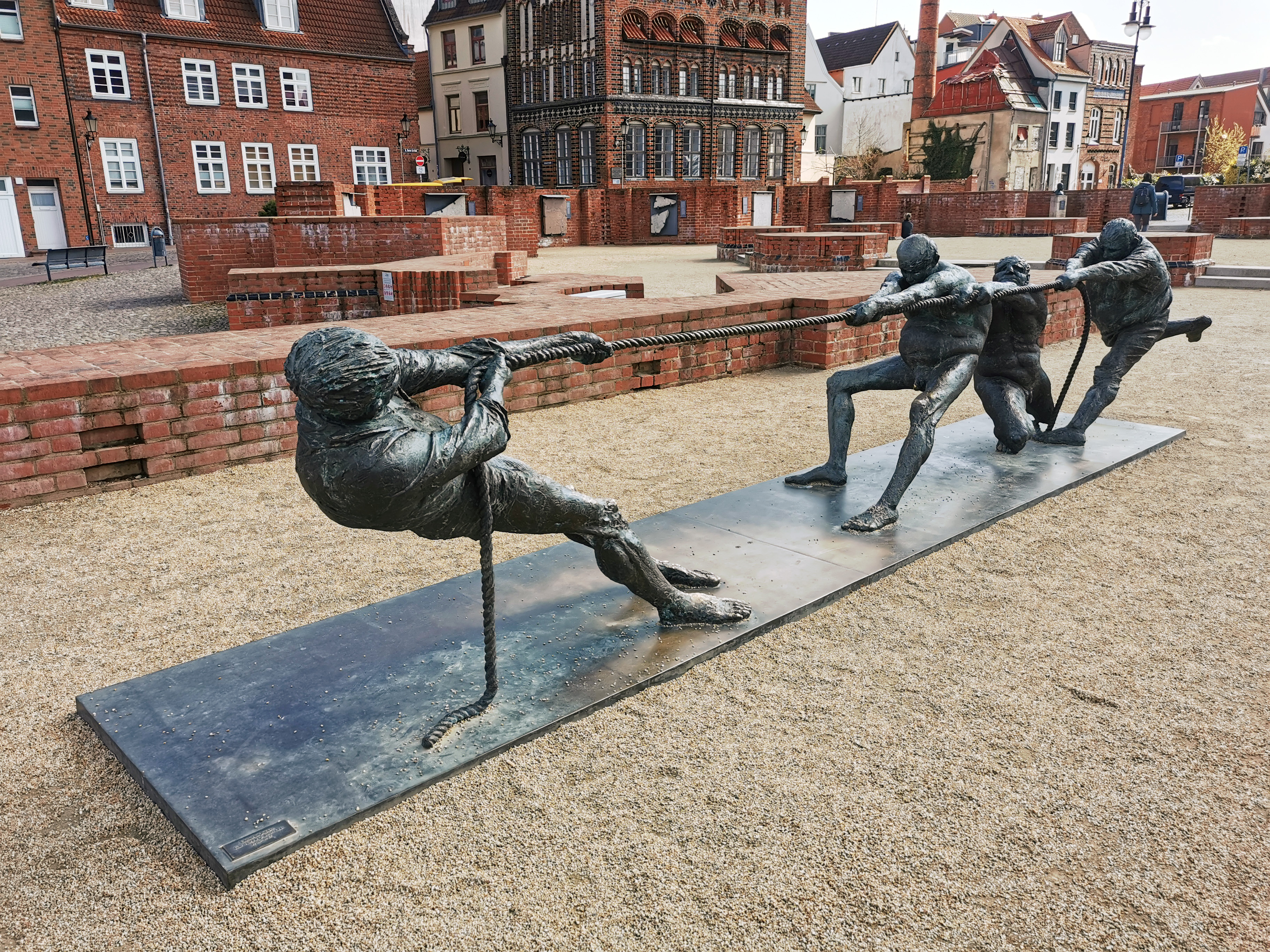
Tauziehergruppe in Wismar
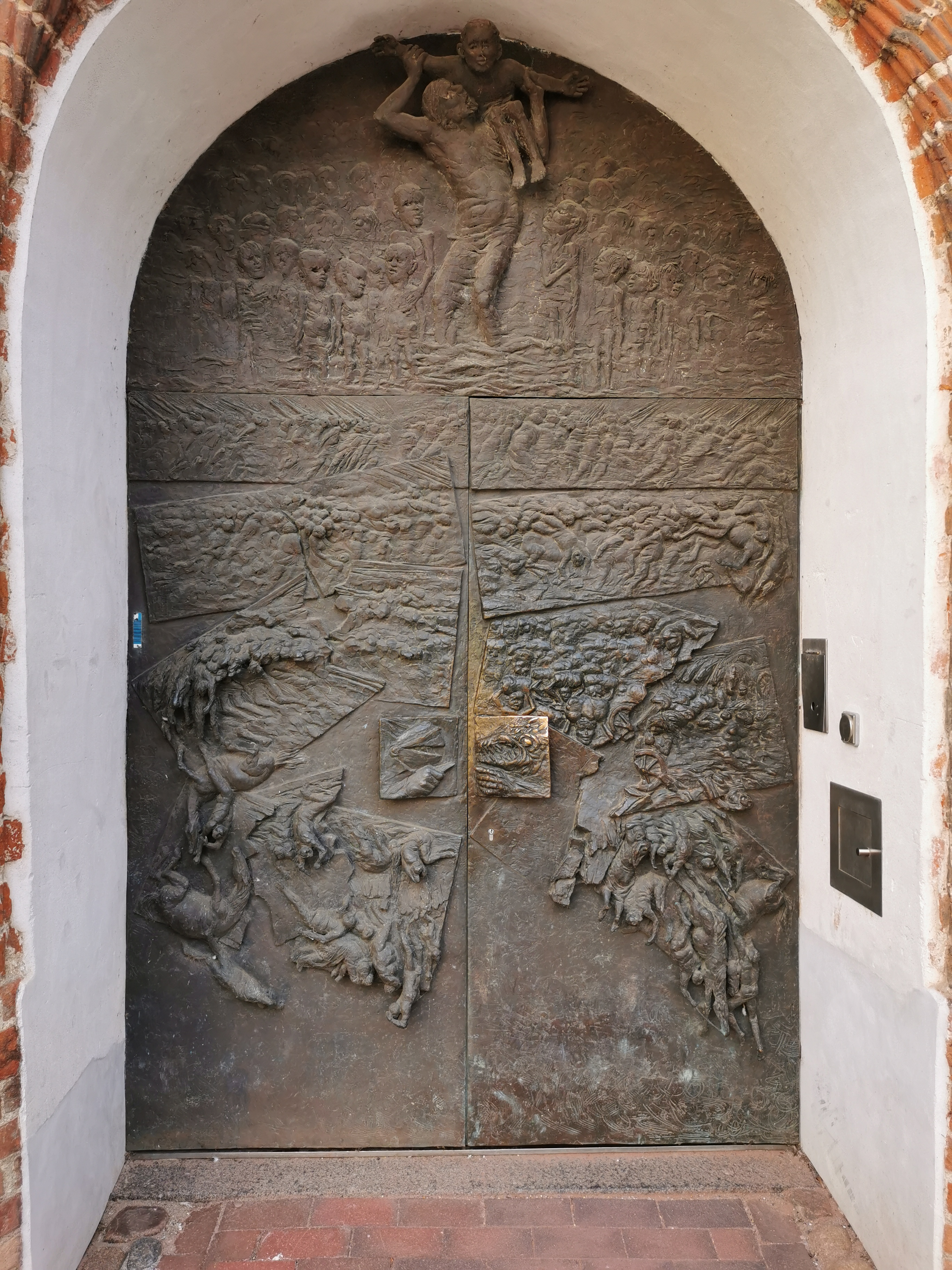
Portal der Georgenkirche in Wismar